# Osiedle Słoneczne (Bochnia)

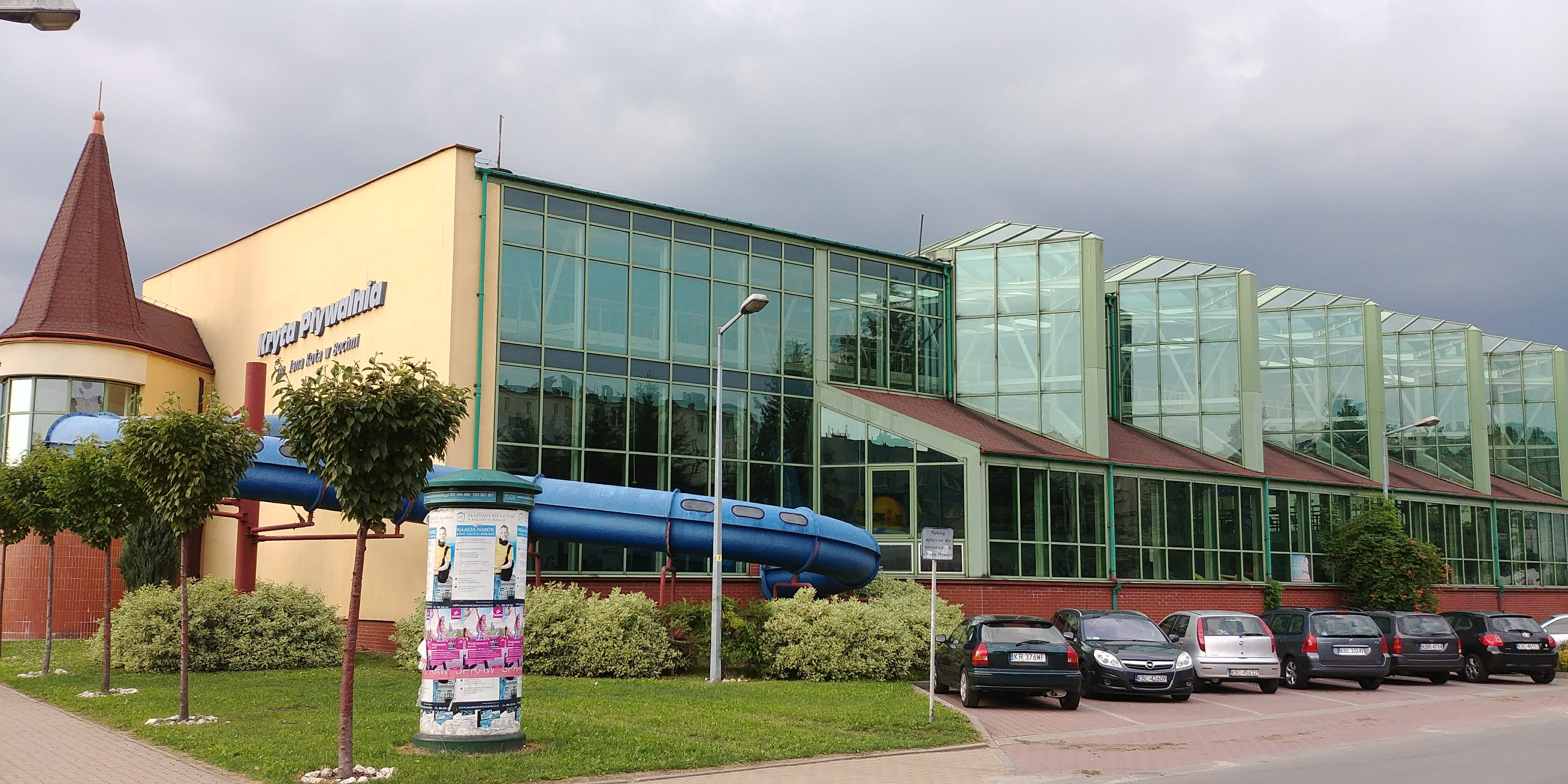
Pływalnia im. Jana Kota

Słoneczne – osiedle Bochni położone w centralno-północnej części miasta. Jest jedną z 14 jednostek pomocniczych Bochni.

## Położenie
Osiedle położone jest w centralno-północnej części miasta nad potokiem Babica i sąsiaduje z następującymi osiedlami:
- od północy: Karolina-Krzeczowska, Proszowskie
- od południa: Śródmieście-Campi
- od wschodu: Krzęczków-Łychów
- od zachodu: Chodenice.

## Charakterystyka
Oprócz domów jednorodzinnych mieści się tutaj osiedle mieszkaniowe o takiej samej nazwie. Składa się z bloków o 4 lub 5 piętrach i znajduje się przy ulicach: Bielawskiej, Konstytucji 3 Maja, Kolejowej, Langera, Leonarda, Pod Lipką, Poniatowskiego i Wojska Polskiego.
Dodatkowo są tutaj liczne sklepy, place zabaw, Miejski Ośrodek Pomocy Społecznej, Powiatowy Urząd Pracy, hala widowiskowo-sportowa oraz kryty basen im. Jana Kota.
Blokowisko charakteryzuje się obecnością wielu terenów zielonych. Wierni kościoła rzymskokatolickiego zamieszkujący osiedle podlegają parafii św. Mikołaja. Przy ul. Poniatowskiego znajduje się Państwowa Straż Pożarna.

## Historia[4]
Dawniej mieściło się tutaj przedmieście św. Leonarda, które rozwinęło się u zbiegu traktatu „ruskiego” (obecnie ul. Krzeczowska), drogi lokalnej (obecnie ul. ks. Józefa Poniatowskiego) i traktatu wiodącego w stronę Uścia Solnego (obecnie ul. Wygoda). Badania archeologiczne potwierdziły, że znajdował się tu kościół i przytułek dla ubogich.

## Komunikacja
- – Droga wojewódzka nr 965
- Dworzec PKP
- linie autobusowe BZK:1, 3, 5a, 9[5] oraz RPK:1, 2, 3, 5, 7, 8, 9, 10, 11, 12[6]